# Cernotina perpendicularis
Cernotina perpendicularis är en nattsländeart som beskrevs av Oliver S. Flint Jr. 1971. Cernotina perpendicularis ingår i släktet Cernotina och familjen fångstnätnattsländor. Inga underarter finns listade i Catalogue of Life.